# Smelowskia americana
Smelowskia americana är en korsblommig växtart som först beskrevs av Eduard August von Regel och Ferdinand Gottfried Theobald Maximilian von Herder, och fick sitt nu gällande namn av Per Axel Rydberg. Smelowskia americana ingår i släktet Smelowskia och familjen korsblommiga växter. Inga underarter finns listade i Catalogue of Life.